# Sohrān-e Soflá
Sohrān-e Soflá (persiska: سهران سفلی, Sohrān-e Pā’īn) är en ort i Iran.   Den ligger i provinsen Kerman, i den sydöstra delen av landet, 1 000 km sydost om huvudstaden Teheran. Sohrān-e Soflá ligger 508 meter över havet och antalet invånare är 180.
Terrängen runt Sohrān-e Soflá är platt åt sydost, men åt nordväst är den kuperad.Runt Sohrān-e Soflá är det glesbefolkat, med 8 invånare per kvadratkilometer. Närmaste större samhälle är Langābād, 17,9 km sydväst om Sohrān-e Soflá. Trakten runt Sohrān-e Soflá är ofruktbar med lite eller ingen växtlighet.